# Tetracis chilenaria
Tetracis chilenaria är en fjärilsart som beskrevs av Blanchard 1852. Tetracis chilenaria ingår i släktet Tetracis och familjen mätare. Inga underarter finns listade i Catalogue of Life.